# LuxRender
LuxRender est un moteur de rendu 3D open source, multi-processus et OpenCL, biaisé (plus rapide) ou non-biaisé, c'est-à-dire utilisant des algorithmes physiquement corrects (donc plus lent qu'un moteur de rendu biaisé), mais il offre toutefois la possibilité d'accélérer les temps de rendu en modifiant certains paramètres de rendu ou en utilisant la carte graphique comme unité de calcul plutôt que le processeur. Il permet de faire des images plus fidèles à la réalité à la différence de ses confrères utilisant des algorithmes créés empiriquement et ne se basant pas sur les réactions fidèles de la lumière[réf. nécessaire].
Ce logiciel étant distribué sous licence GPL, il est gratuit pour une utilisation personnelle ou commerciale et fonctionne sur Microsoft Windows, Mac OS X et Linux.
De plus son intégration est possible avec les logiciels de modélisation 3D suivants : Blender, Autodesk 3ds Max, Cinema 4D, Softimage, Maya, ou encore SketchUp.
Depuis sa réécriture, il se nomme LuxCoreRender.

## LuxCoreRender
Le nouveau projet a été défini durant l'été 2013 en ajoutant une API Python pour remédier aux défauts de la principale API en C. 
La dernière version est 2.5 sorti le 10 avril 2021.